# 書粥
書粥，台灣臺東縣長濱鄉的獨立書店，店址鄰近台11線道，2019年2月2日開幕，創辦人為高耀威。

## 簡介
書粥創辦人高耀威來自台灣基隆，自詡為「非典型社區營造」代表人，為將沒落的台南市正興街打造為新興商圈的推手之一。
高耀威因有數名好友移居至台東縣長濱鄉，高耀威數度拜訪友人之餘，逐漸對長濱這倚靠太平洋海濱的偏僻小村起了友好之感，於是興起在長濱鄉開書店的念頭，不久化諸為行動，期間獲得許多友人行動上的支持與金錢上的援助。
2019年2月2日，獨立書店書粥正式開張。高耀威期許這間書店能替人口外移嚴重的地區帶來些許活力與改變，不啻為一種非典型社區營造的方式。由於書店營收不易，為了有足夠的資本能維持書店長期運作，高耀威大半時間仍需要在台南工作，每月大約僅能有十日的時間留守書粥，其餘時間則採「顧店換宿」的經營模式：以提供免費住宿為條件，招募願意不支薪顧店的書店店長，顧店時間的長度多以「週數」計算，主要是希望換宿人在顧店之餘，也有機會來體驗長濱村的生活風情。
此消息傳出，時任臺東縣長饒慶鈴也表達爭取當一日書店店長的想法，甚至親自登門造訪，展現出對書粥進駐長濱鄉的歡迎之意。

## 圖輯

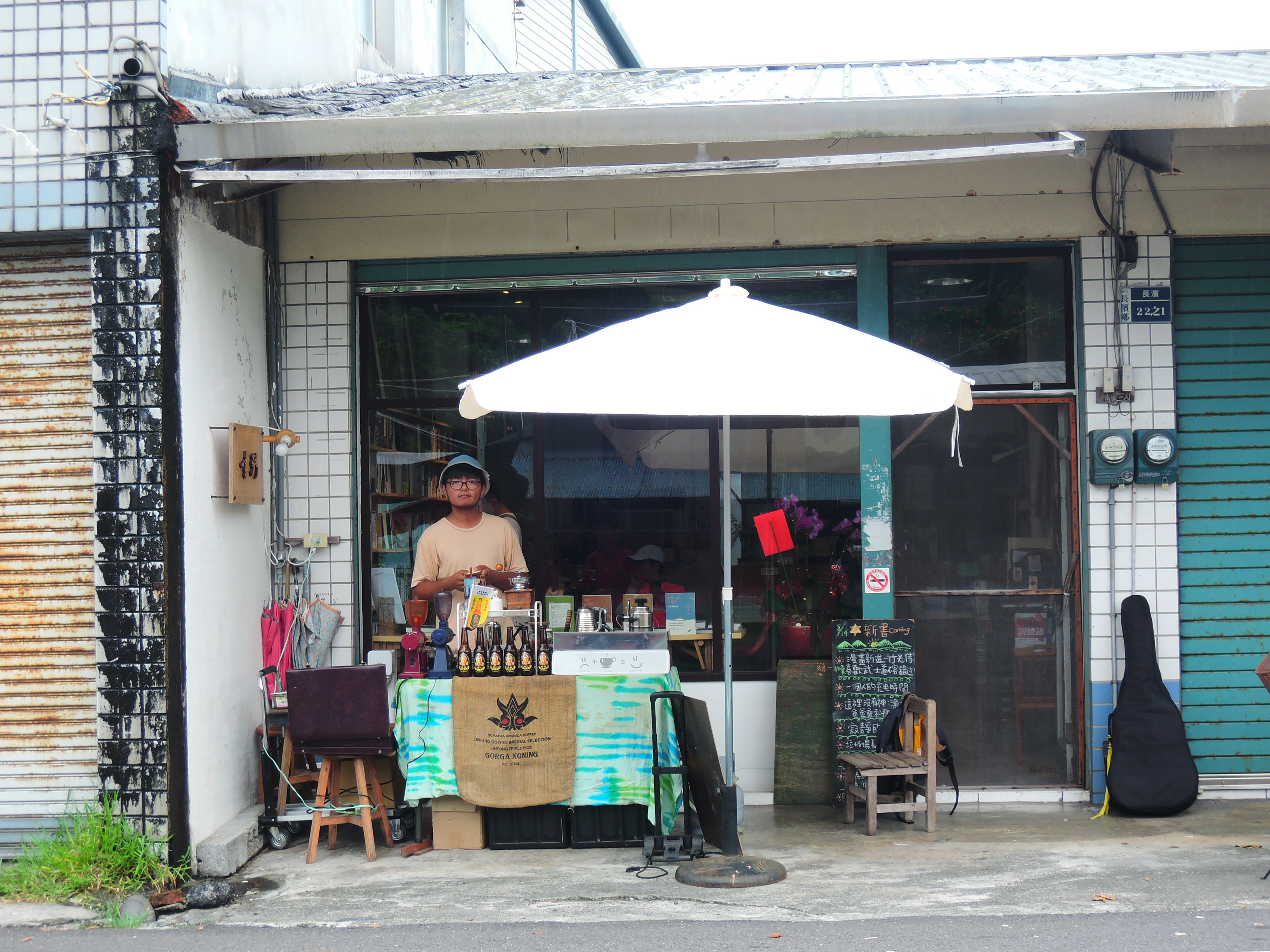
書店外觀
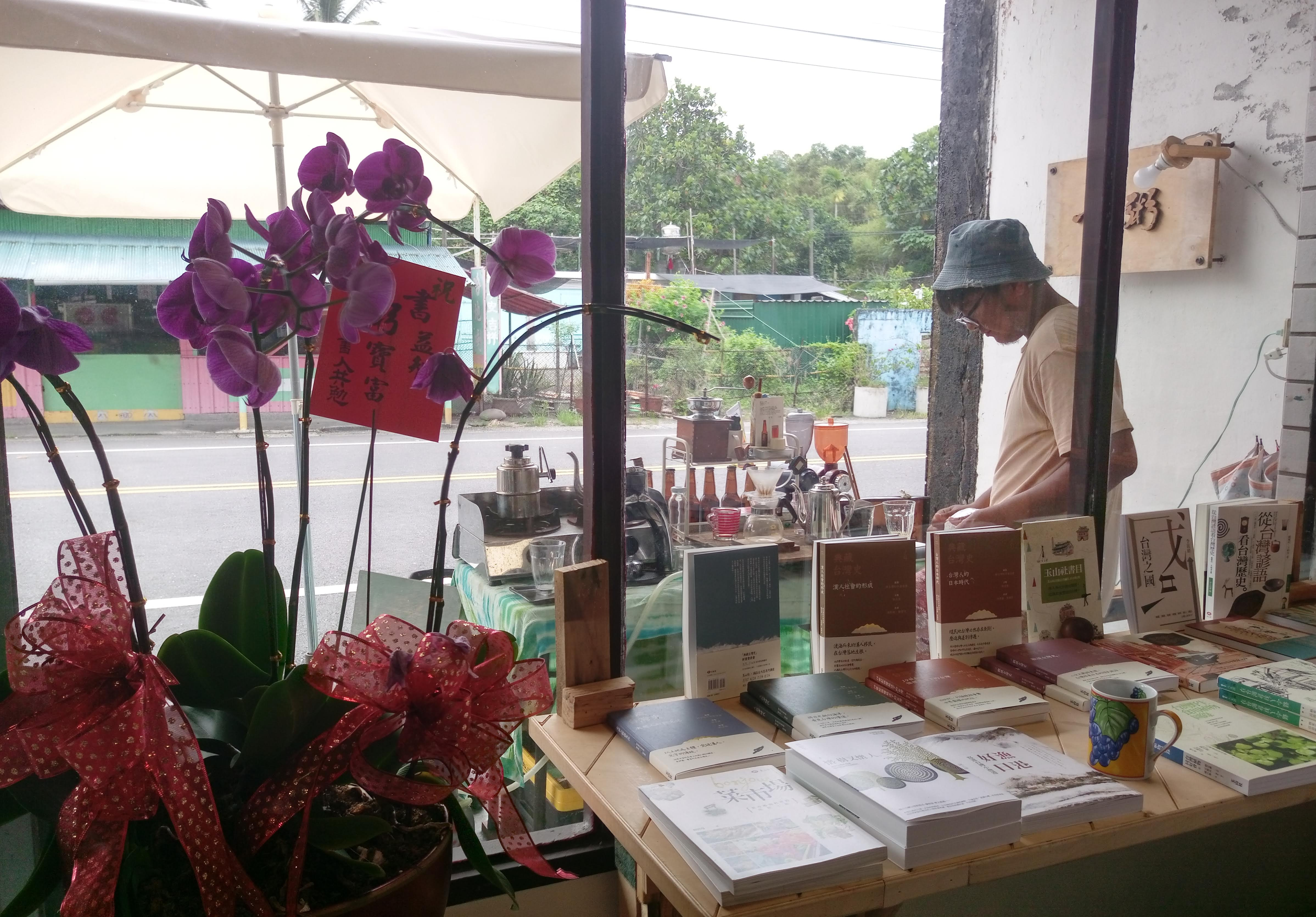
書展展覽
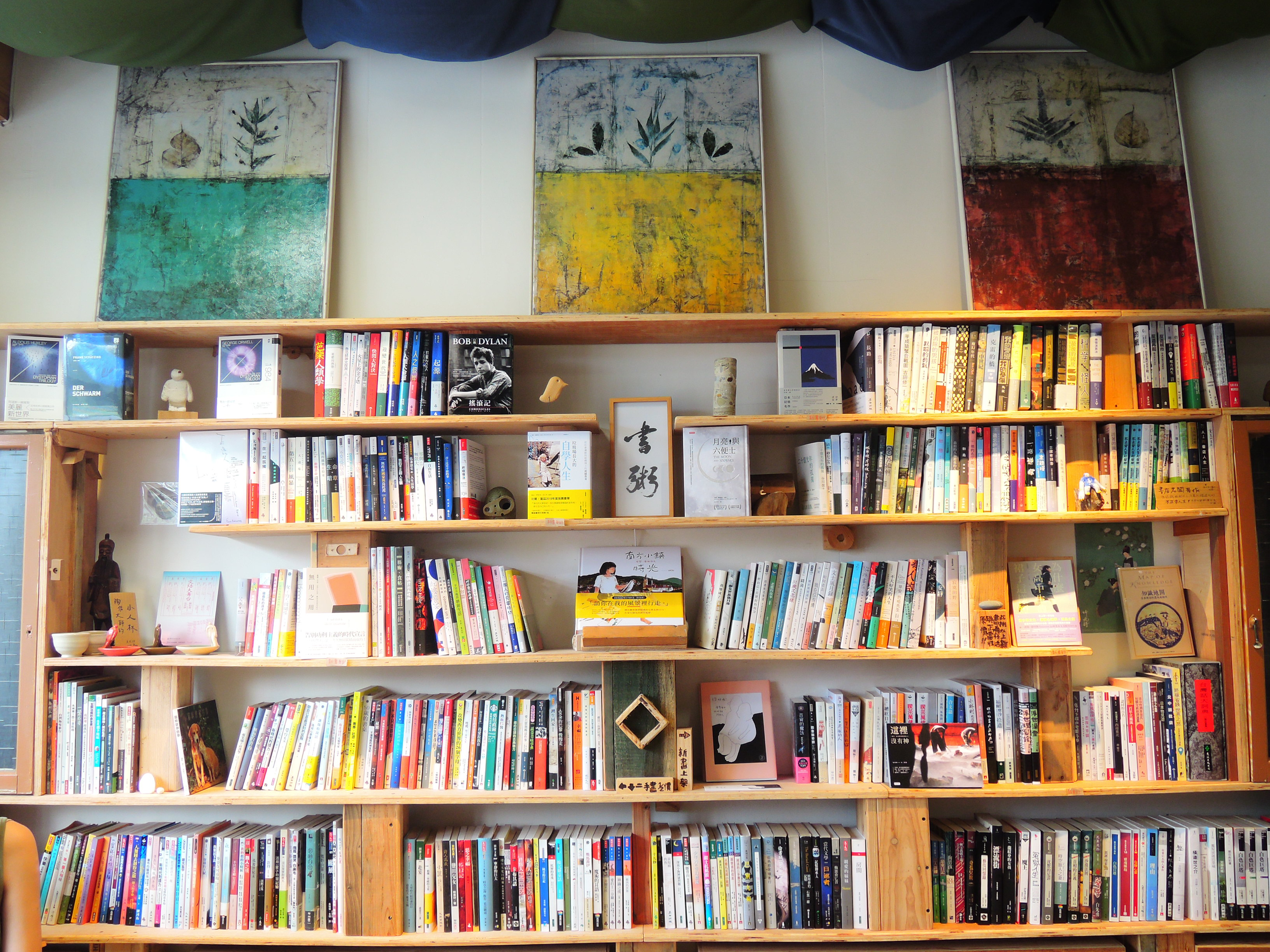
書櫃展示
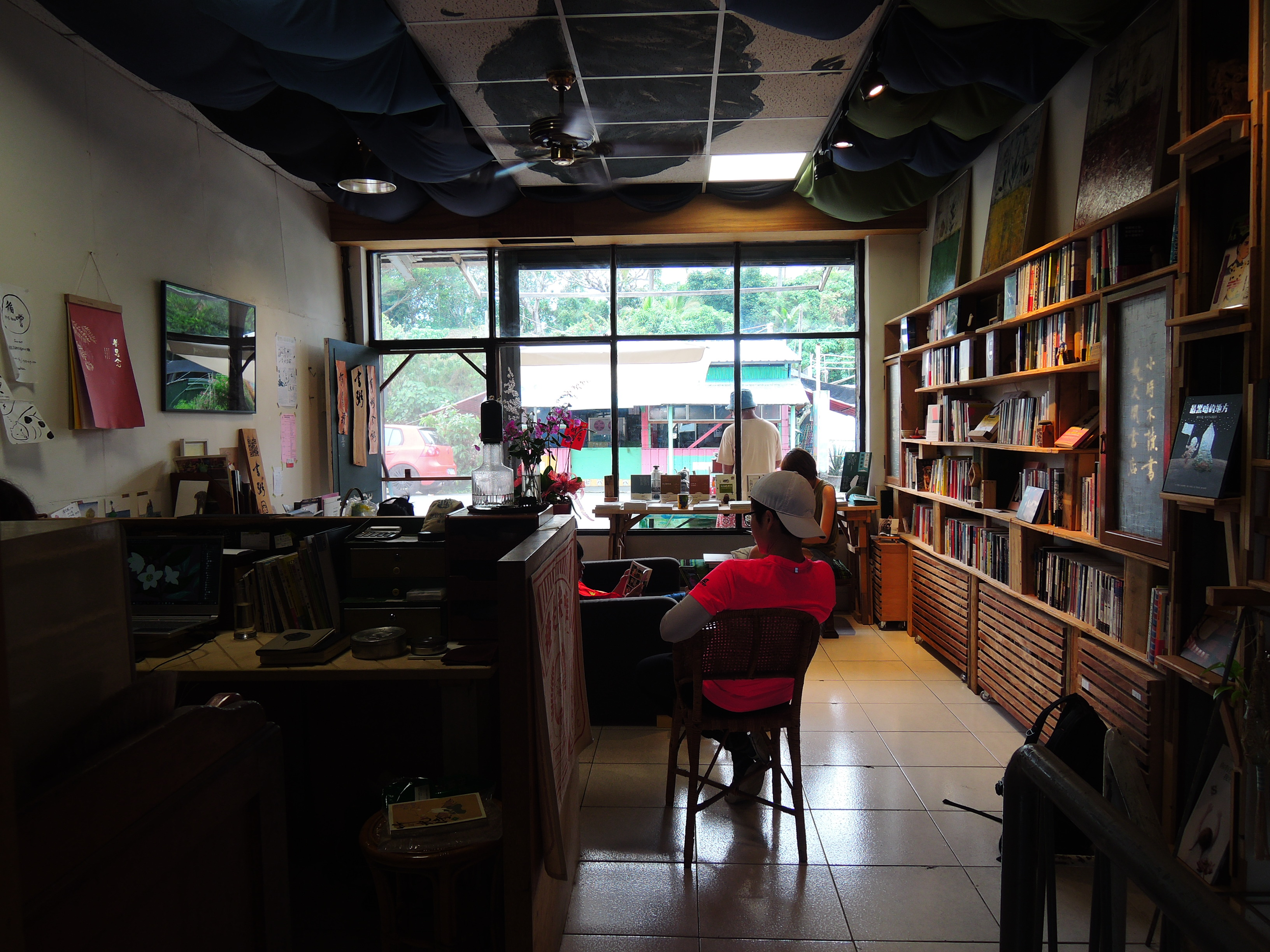
店內一隅
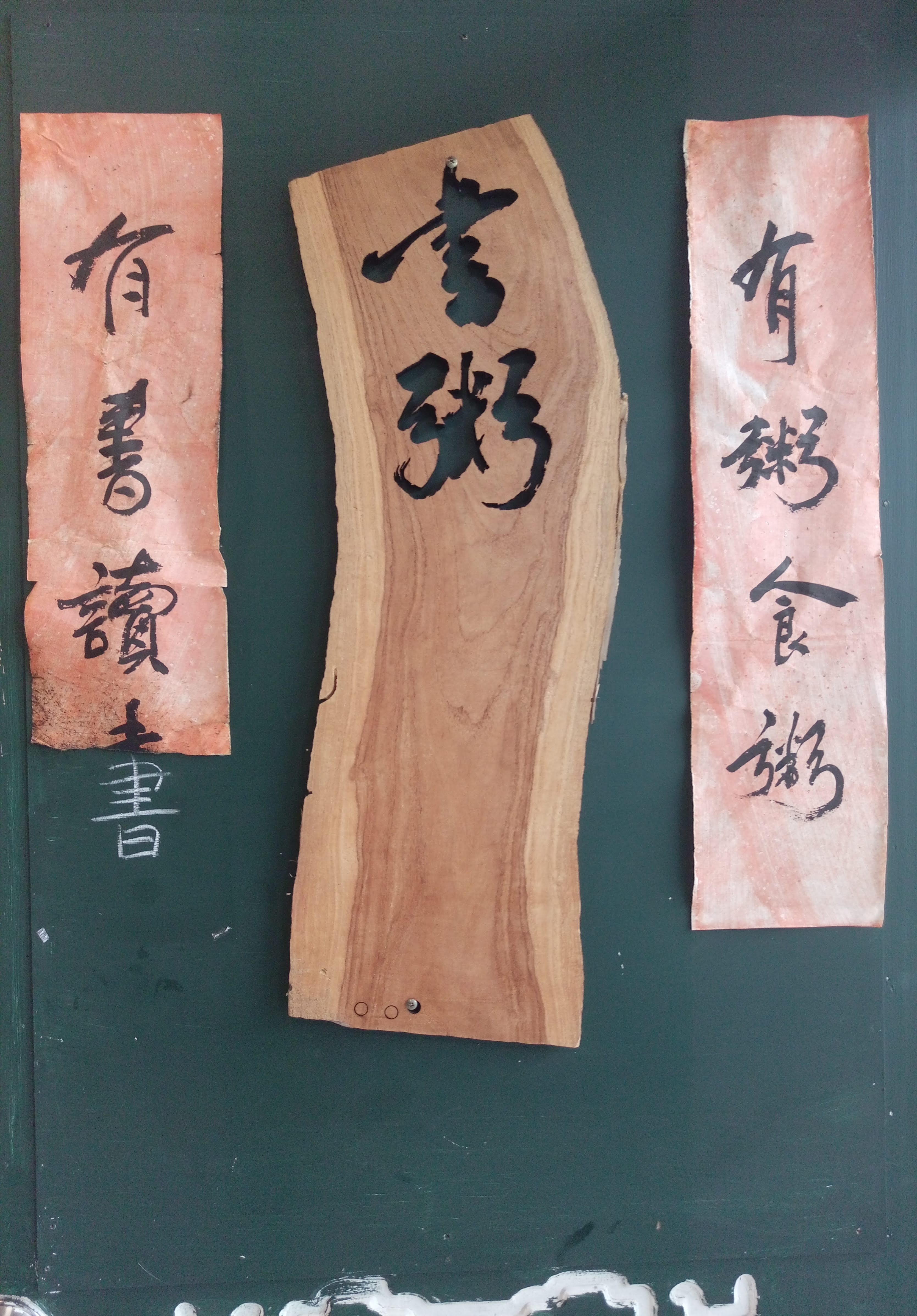
書粥題字
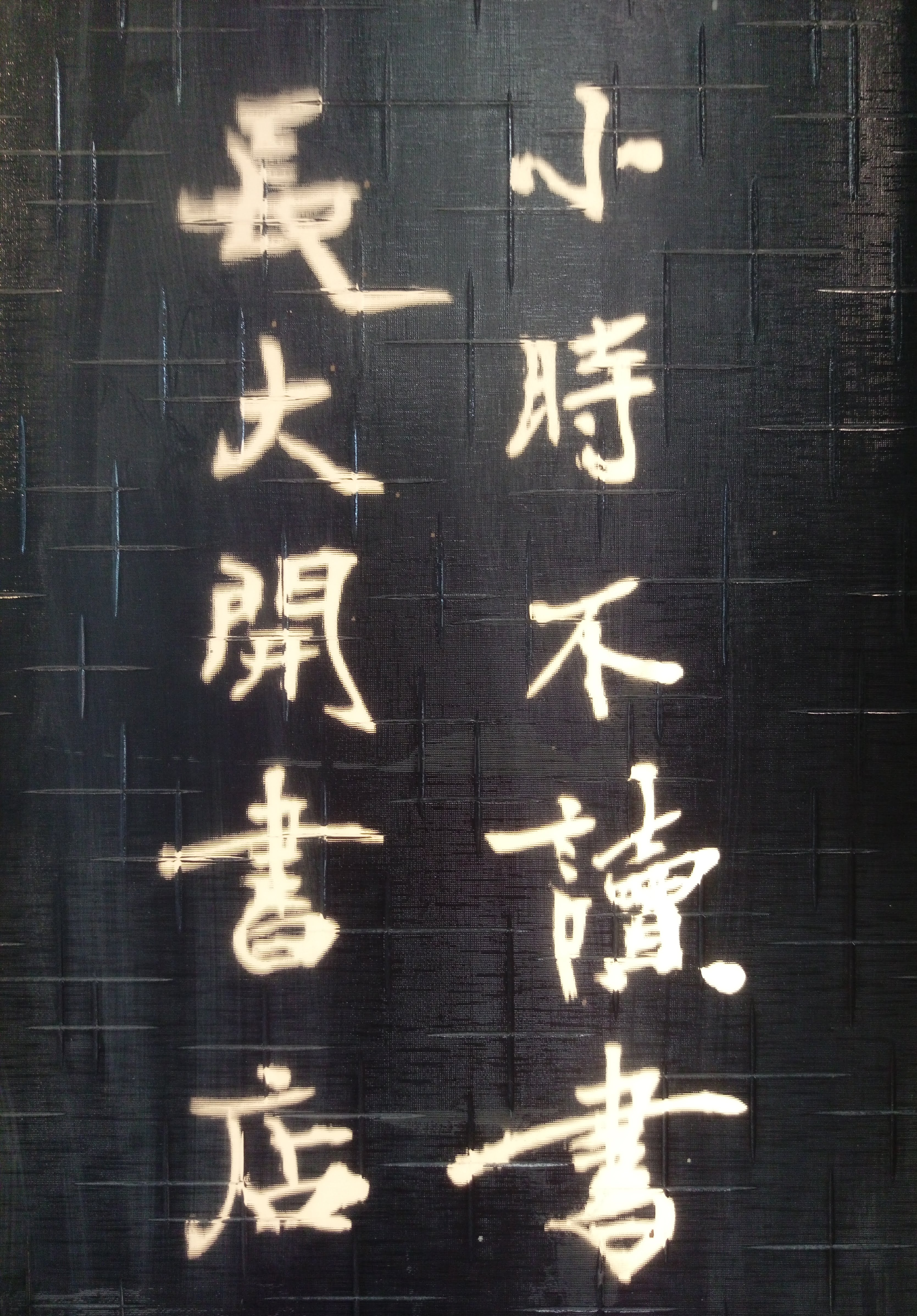
書店標語

## 外部連結
- 書粥的Facebook專頁（繁體中文）